# Myzostoma verrucosum
Myzostoma verrucosum is een ringworm uit de familie Myzostomatidae.
Myzostoma verrucosum werd in 1877 voor het eerst wetenschappelijk beschreven door Graff.